# Institut Europeu d'Itineraris Culturals

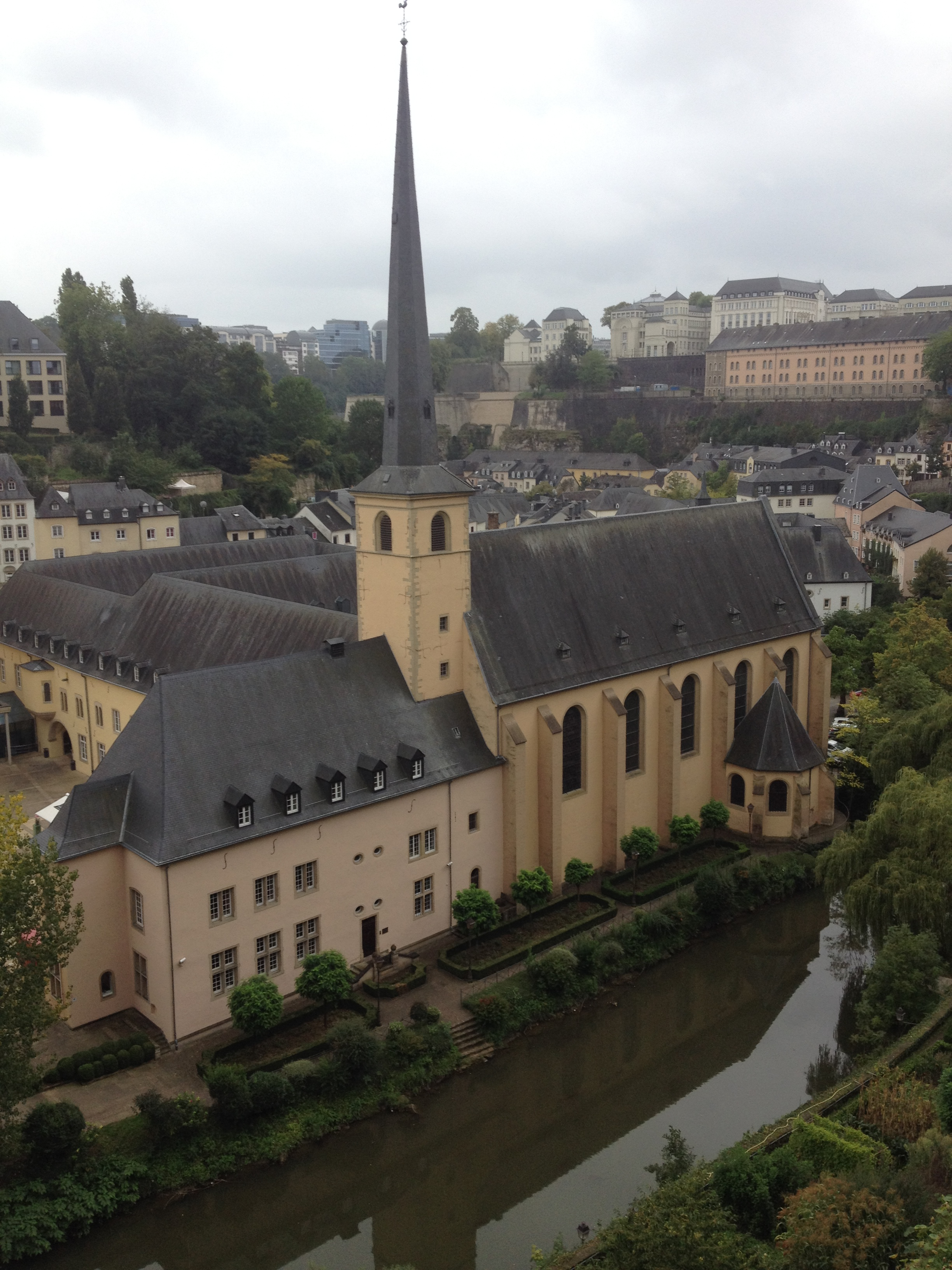
Seu de l'Institut Europeu d'Itineraris Culturals al centre cultural de l'abadia de Neumünster.

L'Institut Europeu d'Itineraris Culturals (IEIC) és un servei públic europeu i un agència tècnica que s'ha creat com a part d'un acord polític entre el Consell d'Europa i el Gran Ducat de Luxemburg. És responsable des de 1998 de garantir la continuïtat i el desenvolupament del programa de l'Itinerari Cultural Europeu, als 49 països signants del Conveni Cultural i, d'acord dels temes als països que han tingut, o que tenen, relacions comercials, culturals i polítics amb Europa.
La IEIC té la seu a l'abadia de Neumünster a la ciutat de Luxemburg, i rep en els seus locals els responsables de les xarxes de rutes, líders de projectes, investigadors i estudiants, així com al públic en general.
També és responsable de l'organització de simposis temàtics, col·labora en la creació i gestió d'itineraris i participa en fires comercials especialitzades, a través d'un treball constant tenint en compte la relació entre la cultura, el turisme i el medi ambient.
El 2008, la Comissió Europea ha reconegut la IEIC com «organisme actiu a nivell europeu al camp de la cultura».